# Atentado em Istambul em dezembro de 2016
Na noite de 10 de dezembro de 2016, duas explosões causadas por um carro-bomba e ataques suicidas no município de Beşiktaş, Istambul, mataram 38 pessoas, ferindo outras 166. 30 das vítimas eram policiais, sete eram civis e um permanece não identificado. 19 dos feridos permanecem em estado crítico.

## Contexto
No início de 2016, a Turquia havia sido atingida por uma série de bombardeios realizados pelo Estado Islâmico do Iraque e do Levante (ISIL) e os Falcões da Liberdade do Curdistão (TAK). O mais mortífero, foi o Atentado de Gaziantep, que matou mais de 50 pessoas. Este foi o sétimo ataque terrorista em Istambul em 2016. O ataque ao aeroporto de Atatürk é o ataque mais mortal que ocorreu em Istambul em 2016.

## Bombardeios
A primeira explosão foi um carro-bomba na frente da Arena Vodafone. Cerca de 300-400 kg (660-880 lb) de explosivos com pellets de ferro foram utilizados no ataque. Foi relatado pela NTV que o bombardeio apontou um veículo de polícia que deixava o estádio. Um jogo de futebol da Superliga da Turquia 2016-17 entre Beşiktaş e Bursaspor havia ocorrido cerca de uma hora e meia antes da explosão e os bombardeios ocorreram na saída dos torcedores do Bursaspor. Bursaspor divulgou um comunicado em sua conta oficial no Twitter, dizendo que nenhum dos seus torcedores havia ficado ferido.